# Irapé-Talsperre
Die Irapé-Talsperre ist die höchste Talsperre in Brasilien. Das Bauwerk ist ein Steinschüttdamm am Rio  Jequitinhonha im Bundesstaat Minas Gerais; es steht auf der Grenze der Gemeinden Berilo und Grão Mogol, etwa 26 km westlich von Virgem da Lapa. Die Talsperre wurde zwischen 2002 und 2006 zur Wasserkraftgewinnung gebaut.

## Geschichte
1963 wurde der Jequitinhonha auf sein Wasserkraft-Potenzial untersucht und 1984 wurden diese Studien überarbeitet. Der brasilianische Energieversorger CEMIG gewann 1998 die Ausschreibung für den Bau der Irapé-Talsperre. Der Bau begann im September 2002 und gleichzeitig wurde das Kraftwerksprojekt offiziell umbenannt in Juscelino-Kubitschek-Kraftwerk, nach dem früheren Präsident von Brasilien. Die Umleitung des Flusses war im April 2003 vollendet mit zwei 14 m durchmessenden Stollen; einer 1227 m lang und der andere 1067 m. Der Stausee wurde ab Dezember 2005 gefüllt und der erste Generator wurde am 20. Juli 2006 in Betrieb genommen. Der zweite Generator ging im August und der dritte im Oktober 2006 ans Netz. Seit ihrer Fertigstellung ist dies die höchste Talsperre in Brasilien.

## Bauwerke
Der Staudamm ist ein Steinschüttdamm mit einer Höhe von 208 m und einer Länge von 500 m. Er wurde in einer tiefen Schlucht direkt oberhalb einer Flussbiegung gebaut. Das gesamte Bauwerksvolumen zählt ca. 10,3 Millionen m³. Der aufgestaute See hat eine Wasseroberfläche von 137 km². Der Überlauf mündet in drei 634 m langen Hochwasserentlastungsstollen. Diese leiten Wasser aus dem Stausee auf die östliche Seite der Flussbiegung. Zwei davon liegen hoch über dem Tal und der dritte ist auf mittlerer Höhe. Jeder Stollen hat eine maximale Abführleistung von 2000 m³/s, somit ist die Gesamtleistung der Hochwasserentlastung 6000 m³/s. Das Wasserkraftwerk steht am Fuß des Dammes und beherbergt drei Francis-Turbinen mit je 120 MW, insgesamt sind 360 MW installiert. Die Generatoren sind auf eine elektrische Leistung von 130 MW ausgelegt, zusammen 390 MW.
Die Baukosten betrugen 1 Milliarde Real (~480 Millionen US$).